# Luena
Luena je město ve východní části Angoly a je hlavním městem provincie Moxico. V roce 2010 tu žilo asi 85 000 obyvatel.

## Jonas Savimbi
Město Luena je především známé díky hrobu bývalého vůdce Národního svazu za úplnou nezávislost Angoly, Jonasi Savimbimu, který byl zastřelen ve vojenském konfliktu s vojskem Angoly 22. února 2002. 3. ledna 2008 byla Savimbiho hrobka demolována čtyřmi členy mládežnické sekce MPLA (Lidové hnutí za osvobození Angoly) byli zatčeni a obviněni.